# Newmania cristata
Newmania cristata là một loài thực vật có hoa trong họ Gừng. Loài này được Lưu Hồng Trường, Trần Hữu Đăng và Jana Leong-Škorničková mô tả khoa học lần đầu tiên năm 2018.
Mẫu định danh: Lưu Hồng Trường & Nguyễn Thành Trung LƯU-1115; thu thập ngày 26 tháng 3 năm 2016 ở  cao độ 900 m, tọa độ , Vườn quốc gia Núi Chúa, tỉnh Ninh Thuận, Việt Nam. Mẫu holotype lưu giữ tại Viện Sinh thái học Miền Nam (SGN).

## Từ nguyên
Tính từ định danh cristata là từ tiếng Latinh crista nghĩa là mào, ở đây là nói tới mào bao phấn khá phát triển ở loài này.

## Phân bố
Tìm thấy tại Vườn quốc gia Núi Chúa, tỉnh Ninh Thuận, Việt Nam. Loài này mọc trong rừng thường xanh lá rộng gần núi cao, trong điều kiện râm mát và ẩm ướt, ở cao độ khoảng 550–1.020 m.

## Mô tả
Địa thực vật thân thảo, cao đến 100 cm, với 2–5 chồi lá trên thân rễ, cách nhau 2–6 cm. Thân rễ ngầm, phân nhánh, dài tới 1,3 cm, vỏ màu nâu nhạt, ruột màu trắng kem đến vàng nhạt (thân rễ già sẫm màu hơn), hầu như không có mùi thơm; không thấy củ rễ. Chồi lá ở 1/3 đến 1/2 sát gốc là không lá, với 5–17 lá xếp thành 2 hàng; bẹ không lá 4–5, màu xanh sẫm ánh tía, thưa lông, chuyển thành màu nâu và dạng giấy khi già; bẹ lá màu xanh lục, nhẵn, thưa lông, rậm hơn về phía lưỡi bẹ; lưỡi bẹ dài 1–3 mm, 2 thùy khó thấy, rậm lông tơ màu nâu-vàng kim; không cuống lá, tiêu giảm thành thể gối; phiến lá hình elip, 12–24 × 3,5–7 cm (nhỏ hơn về phía đỉnh), màu xanh lục vừa, bóng và uốn nếp yếu ở mặt trên, màu xanh lục nhạt hơn ở mặt dưới, nhẵn nhụi cả hai mặt, đáy tù, đỉnh thon nhỏ dần thành nhọn thon, mép nguyên. Cụm hoa mọc từ thân rễ ở gốc của chồi lá, cành hoa bông thóc mọc thẳng, gồm 10–14 hoa, nở từ đáy tới đỉnh; cuống cụm hoa dài đến 3 cm, các lá bắc bẹ dài 1–2,3 cm, màu tía sẫm đến màu nâu hạt dẻ, nhẵn nhụi; lá bắc sinh sản hình trứng, ~3 × 0,9 cm, hở đến đáy, màu tía sẫm đến nâu hạt dẻ, nhạt hơn ở đáy, nhẵn nhụi, đỉnh nhọn hẹp; lá bắc con hình trứng, ~18 × 8 mm, hở đến đáy, màu trắng kem ở nửa đáy, với ánh tía và với hoa văn mắt lưới ở phần xa, nhẵn nhụi. Hoa dài 4,5–5 cm; đài hoa hình ống, dài ~19 mm, đường kính ~3,5 mm, xẻ một bên ~11 mm, màu kem nửa trong mờ với hoa văn mắt lưới thưa thớt màu đỏ tía sẫm, nhẵn nhụi, đỉnh 1 răng nhọn duy nhất; ống hoa hình trụ hẹp, dài 2,5–3,5 cm, đường kính ~2,0 mm, màu vàng ánh lục, nhẵn nhụi; thùy tràng lưng hình tam giác hẹp, ~27 × 6–7 mm, màu trắng tinh với các vạch trong mờ, nhẵn nhụi, đỉnh có mấu nhọn dài ~1 mm; các thùy tràng bên hình tam giác hẹp với đỉnh nhọn hẹp, 24–26 × 5–7 mm, màu trắng tinh với các vạch trong mờ, nhẵn nhụi; cánh môi hình trứng ngược với mép uốn ngược, 20–25 × 12–14 mm ở điểm rộng nhất, nhẵn nhụi, đỉnh 2 thùy với vết rạch dài 1–2 mm, màu tím đến tím tía với nhiều gân trắng ở phần đáy và trung tâm, mép phần đáy nhạt màu hơn; nhị lép bên dạng cánh hoa, hình elip tù không đều, ~15 × 8 mm, màu trắng tinh, nhẵn nhụi. Nhị dài ~15 mm, hoàn toàn nhẵn nhụi; chỉ nhị dài 6–9 mm (khi còn non, ngắn hơn ở hoa già), rộng 2,5–3,5 mm, màu vàng ánh lục pha ánh đỏ; bao phấn 6–7 × 3–3,5 mm, mô liên kết màu trắng đến hồng nhạt; mào bao phấn nổi rõ, uốn ngược, dài ~4,6–5 mm, màu trắng với ánh tím, đỉnh 2 thùy; mô vỏ bao phấn dài 7–8 mm, màu kem, nứt gần như dọc theo suốt chiều dài của chúng (ngoại trừ ~1 mm trên cùng), nhẵn nhụi; phấn hoa màu kem. Bầu nhụy hình trứng ngược, 4 × 3 mm, màu vàng nhạt, nhẵn nhụi, 3 ngăn, noãn đính trụ. Vòi nhụy màu trắng với sắc vàng nhạt và hồng, nhẵn nhụi; đầu nhụy dài ~1 mm, đường kính ~0,5 mm, lỗ nhỏ thuôn tròn, hướng lên trên, có lông rung. Không thấy quả. Ra hoa tháng 3-5.
Dù không thấy quả, nhưng theo kinh nghiệm của các tác giả đối với các loài khác thì thời gian tạo quả có thể kéo dài đến tháng 7. Chồi lá của loài này chắc chắn có thân thật sự, dài ít nhất 2,5 m so với lá trên cùng theo kiểu giống như sợi roi. Khi thân cây này chạm đất, các cây con sẽ hình thành dọc theo nó. Do đó, có thể toàn bộ quần thể được hình thành từ một hoặc rất ít các cá thể. Mặc dù hiện tượng này không phổ biến ở các loài gừng, nhưng đây là một dạng giả thai mầm được biết là diễn ra ở một số chi gừng.
Sự hiện diện của mào bao phấn nổi bật giúp phân biệt loài này với tất cả các đồng loại của nó. Khi ở trạng thái không sinh sản, nó giống N. sontraensis nhất. N. cristata có thể phân biệt được với loài kia nhờ các lưỡi bẹ có lông, các bẹ lá nhẵn và phần đỉnh của chồi lá kéo dài thành một thân không lá, giống như sợi roi tạo ra các cây con nhỏ; so với lưỡi bẹ nhẵn nhụi, các bẹ lá gấp nếp mịn và phần đỉnh của chồi lá không kéo dài vượt quá lá trên cùng ở N. sontraensis.